# Ocotea morae
Ocotea morae är en lagerväxtart som beskrevs av J. Gómez-laurito. Ocotea morae ingår i släktet Ocotea och familjen lagerväxter. Inga underarter finns listade i Catalogue of Life.